# Olympische Sommerspiele 1964/Teilnehmer (Tschechoslowakei)
| Gelbes Symbol für Goldmedaillen mit stilisierten Olympischen Ringen | Graues Symbol für Silbermedaillen mit stilisierten Olympischen Ringen | Braundes Symbol für Bronzemedaillen mit stilisierten Olympischen Ringen |
| ------------------------------------------------------------------- | --------------------------------------------------------------------- | ----------------------------------------------------------------------- |
| 5                                                                   | 6                                                                     | 3                                                                       |

Die Tschechoslowakei nahm an den Olympischen Sommerspielen 1964 in Tokio mit einer Delegation von 104 Athleten (95 Männer und 9 Frauen) an 64 Wettkämpfen in 13 Sportarten teil. 
Die tschechoslowakischen Sportler gewannen fünf Gold-, sechs Silber- und drei Bronzemedaillen, womit die Tschechoslowakei den neunten Platz im Medaillenspiegel belegte. Olympiasieger wurden der Bahnradsportler Jiří Daler in der Einerverfolgung, der Gewichtheber Hans Zdražila im Mittelgewicht und die Turnerin Věra Čáslavská im Einzelmehrkampf, am Pferdsprung und am Schwebebalken. Fahnenträger bei der Eröffnungsfeier war der Turner Karel Klečka.

## Teilnehmer nach Sportarten

### Boxen
- Jaroslav Šlajs
Bantamgewicht: im Achtelfinale ausgeschieden

- Vladimír Kučera
Halbweltergewicht: im Viertelfinale ausgeschieden

- Bohumil Němeček
Weltergewicht: im Achtelfinale ausgeschieden

- František Poláček
Halbschwergewicht: im Viertelfinale ausgeschieden

- Josef Němec
Schwergewicht: im Achtelfinale ausgeschieden

### Fußball
- Silber 
Ján Brumovský
Ludovít Cvetler
Ján Geleta
František Knebort
Karel Knesl
Karel Lichtnégl
Vojtech Masný
Štefan Matlák
Ivan Mráz
Karel Nepomucký
Zdeněk Pičman
František Schmucker
Anton Švajlen
Anton Urban
František Valošek
Josef Vojta
Vladimír Weiss

### Gewichtheben
- Zdeněk Otáhal
Leichtgewicht: 5. Platz

- Hans Zdražila
Mittelgewicht: Gold

### Kanu
Männer
- Jan Jiráň
Einer-Canadier 1000 m: 9. Platz

- Miloslav Houzim
Zweier-Canadier 1000 m: 8. Platz

- Rudolf Pěnkava
Zweier-Canadier 1000 m: 8. Platz

Frauen
- Zdeňka Hradilová
Einer-Kajak 500 m: im Halbfinale ausgeschieden

### Leichtathletik
Männer
- Josef Trousil
400 m: im Viertelfinale ausgeschieden

- Josef Odložil
1500 m: Silber

- Josef Tomáš
5000 m: im Vorlauf ausgeschieden
10.000 m: 17. Platz

- Václav Chudomel
Marathon: 18. Platz

- Pavel Kantorek
Marathon: 25. Platz

- Alexander Bílek
20 km Gehen: 11. Platz
50 km Gehen: 20. Platz

- Rudolf Tomášek
Stabhochsprung: 6. Platz

- Ludvík Daněk
Diskuswurf: Silber

- Jiří Žemba
Diskuswurf: 18. Platz

- Josef Matoušek
Hammerwurf: 9. Platz

Frauen
- Eva Lehocká
100 m: im Halbfinale ausgeschieden
200 m: im Halbfinale ausgeschieden

- Jiřina Němcová
Diskuswurf: 9. Platz

### Radsport
- Daniel Gráč
Straßenrennen: 22. Platz

- Jiří Daler
Straßenrennen: 67. Platz
Bahn 4000 m Einerverfolgung: Gold 
Bahn 4000 m Mannschaftsverfolgung: 5. Platz

- František Řezáč
Straßenrennen: 70. Platz
Bahn 4000 m Mannschaftsverfolgung: 5. Platz

- Jan Smolík
Straßenrennen: 71. Platz

- Ivan Kučírek
Bahn Sprint: im Vorlauf ausgeschieden

- Jiří Pecka
Bahn 1000 m Zeitfahren: 5. Platz
Bahn 4000 m Mannschaftsverfolgung: 5. Platz

- Karel Paar
Bahn Tandem: 5. Platz

- Karel Štark
Bahn Tandem: 5. Platz

- Antonín Kříž
Bahn 4000 m Mannschaftsverfolgung: 5. Platz

### Ringen
- Jiří Švec
Bantamgewicht, griechisch-römisch: 4. Platz

- Jiří Kormaník
Mittelgewicht, griechisch-römisch: Silber

- Petr Kment
Schwergewicht, griechisch-römisch: 4. Platz

- Bohumil Kubát
Schwergewicht, Freistil: 4. Platz

### Rudern
- Václav Kozák
Einer: 12. Platz

- Vladimír Andrs
Doppel-Zweier: Bronze

- Pavel Hofmann
Doppel-Zweier: Bronze

- Jiří Palko
Zweier mit Steuermann: 5. Platz

- Zdeněk Mejstřík
Zweier mit Steuermann: 5. Platz

- Václav Chalupa
Zweier mit Steuermann: 5. Platz

- Karel Karafiát
Vierer mit Steuermann: zum Finallauf nicht angetreten

- Jaroslav Starosta
Vierer mit Steuermann: zum Finallauf nicht angetreten

- René Líbal
Vierer mit Steuermann: zum Finallauf nicht angetreten

- Jan Štefan
Vierer mit Steuermann: zum Finallauf nicht angetreten

- Arnošt Poisl
Vierer mit Steuermann: zum Finallauf nicht angetreten

- Josef Věntus
Achter mit Steuermann: Bronze

- Július Toček
Achter mit Steuermann: Bronze

- Luděk Pojezný
Achter mit Steuermann: Bronze

- Richard Nový
Achter mit Steuermann: Bronze

- Jan Mrvík
Achter mit Steuermann: Bronze

- Jiří Lundák
Achter mit Steuermann: Bronze

- Miroslav Koníček
Achter mit Steuermann: Bronze

- Bohumil Janoušek
Achter mit Steuermann: Bronze

- Petr Čermák
Achter mit Steuermann: Bronze

### Schießen
- Lubomír Nácovský
Schnellfeuerpistole 25 m: Bronze

- Ladislav Falta
Schnellfeuerpistole 25 m: 9. Platz

- Vladimír Kudrna
Freie Pistole 50 m: 18. Platz

- Vladimír Stibořík
Freies Gewehr Dreistellungskampf 300 m: 18. Platz
Kleinkalibergewehr Dreistellungskampf 50 m: 28. Platz
Kleinkalibergewehr liegend 50 m: 30. Platz

### Schwimmen
Männer
- Jindřich Vágner
100 m Freistil: im Halbfinale ausgeschieden

- Petr Lohnický
100 m Freistil: im Vorlauf ausgeschieden
400 m Freistil: im Vorlauf ausgeschieden
1500 m Freistil: im Vorlauf ausgeschieden

- Ivan Ferák
200 m Rücken: im Vorlauf ausgeschieden

### Segeln
- Miroslav Vejvoda
Finn-Dinghy: 18. Platz

### Turnen
Männer
- Bohumil Mudřík
Einzelmehrkampf: 30. Platz
Boden: 46. Platz
Pferdsprung: 30. Platz
Barren: 30. Platz
Reck: 50. Platz
Ringe: 49. Platz
Seitpferd: 25. Platz
Mannschaftsmehrkampf: 6. Platz

- Ladislav Pazdera
Einzelmehrkampf: 42. Platz
Boden: 69. Platz
Pferdsprung: 100. Platz
Barren: 30. Platz
Reck: 42. Platz
Ringe: 41. Platz
Seitpferd: 40. Platz
Mannschaftsmehrkampf: 6. Platz

- Václav Kubíčka
Einzelmehrkampf: 44. Platz
Boden: 21. Platz
Pferdsprung: 36. Platz
Barren: 83. Platz
Reck: 37. Platz
Ringe: 23. Platz
Seitpferd: 90. Platz
Mannschaftsmehrkampf: 6. Platz

- Přemysl Krbec
Einzelmehrkampf: 45. Platz
Boden: 41. Platz
Pferdsprung: 9. Platz
Barren: 41. Platz
Reck: 50. Platz
Ringe: 21. Platz
Seitpferd: 98. Platz
Mannschaftsmehrkampf: 6. Platz

- Karel Klečka
Einzelmehrkampf: 52. Platz
Boden: 35. Platz
Pferdsprung: 54. Platz
Barren: 75. Platz
Reck: 26. Platz
Ringe: 62. Platz
Seitpferd: 76. Platz
Mannschaftsmehrkampf: 6. Platz

- Pavel Gajdoš
Einzelmehrkampf: 106. Platz
Boden: 127. Platz
Pferdsprung: 48. Platz
Barren: 22. Platz
Reck: 102. Platz
Ringe: 42. Platz
Seitpferd: 28. Platz
Mannschaftsmehrkampf: 6. Platz

Frauen
- Věra Čáslavská
Einzelmehrkampf: Gold 
Boden: 6. Platz
Pferdsprung: Gold 
Stufenbarren: 5. Platz
Schwebebalken: Gold 
Mannschaftsmehrkampf: Silber

- Hana Růžičková
Einzelmehrkampf: 5. Platz
Boden: 10. Platz
Pferdsprung: 18. Platz
Stufenbarren: 7. Platz
Schwebebalken: 5. Platz
Mannschaftsmehrkampf: Silber

- Jaroslava Sedláčková
Einzelmehrkampf: 11. Platz
Boden: 21. Platz
Pferdsprung: 13. Platz
Stufenbarren: 8. Platz
Schwebebalken: 7. Platz
Mannschaftsmehrkampf: Silber

- Adolfína Tkačíková
Einzelmehrkampf: 16. Platz
Boden: 21. Platz
Pferdsprung: 10. Platz
Stufenbarren: 18. Platz
Schwebebalken: 11. Platz
Mannschaftsmehrkampf: Silber

- Marianna Krajčírová
Einzelmehrkampf: 22. Platz
Boden: 40. Platz
Pferdsprung: 15. Platz
Stufenbarren: 8. Platz
Schwebebalken: 31. Platz
Mannschaftsmehrkampf: Silber

- Jána Posnerová
Einzelmehrkampf: 23. Platz
Boden: 29. Platz
Pferdsprung: 16. Platz
Stufenbarren: 34. Platz
Schwebebalken: 15. Platz
Mannschaftsmehrkampf: Silber

### Volleyball
Männer
- Silber 
Ladislav Toman
Josef Šorm
Václav Šmídl
Pavel Schenk
Boris Perušič
Karel Paulus
Josef Musil
Petr Kop
Zdeněk Humhal
Bohumil Golián
Milan Čuda